# بيتر أرنولد هايس
بيتر أرنولد هايس (بالدنماركية: Peter Heise)‏ هو ملحن دنماركي، ولد في 11 فبراير 1830 في كوبنهاغن في الدنمارك، وتوفي في 12 سبتمبر 1879 في Lyngby-Taarbæk Municipality ‏ في الدنمارك.

## وصلات خارجية
- بيتر أرنولد هايس على موقع ميوزك برينز (الإنجليزية)
- بيتر أرنولد هايس على موقع ديسكوغز (الإنجليزية)